# Цепарии
Цепариите (gens Caeparia) са фамилия по времето на Римската република.
Известни от фамилията:
- Марк Цепарий от Тарачина, конспиратор в Заговора на Катилина, в Апулия 63 пр.н.е.
- Марк Цепарий, служи при Цицерон през 46 пр.н.е.